# Korpusni general (Francija)
Korpusni general (izvirno francosko Général de corps d'armée; dobesedno general korpusa armade) je uradno položaj in naziv in neformalni višji vojaški čin, ki je v uporabi v Francoski kopenski vojski in Francoski žandarmeriji; v Francoskem vojnem letalstvu mu ustreza čin letalskega korpusnega generala (Général de corps d'armée aérie), medtem ko mu v Francoski vojni mornarici ustreza čin viceadmirala eskadre (Vice-amiral d'escadre). V skladu z Natovim standardom STANAG 2116 čin nosi oznako OF-8.
Z dekretom 6. junija 1939 je lahko divizijski general, ki velja za najvišji generalski čin, pridobil naziv in položaj korpusnega ali armadnega generala. Je nadrejen divizijskemu generalu in podrejen armadnemu generalu.
Korpusni general, kot že pove ime, običajno poveljuje korpusu, vojaški enoti, ki je sestavljena iz več divizij. Osnovna oznaka simbola so štiri zvezde.

## Oznake
- Oznaka čina korpusnega generala Francoske kopenske vojske
- Oznaka čina korpusnega generala Francoske žandarmerije